# Saldinia aegialodes
Saldinia aegialodes är en måreväxtart som beskrevs av Cornelis Eliza Bertus Bremekamp. Saldinia aegialodes ingår i släktet Saldinia och familjen måreväxter. Inga underarter finns listade i Catalogue of Life.